# Coochiemudlo Island
Coochiemudlo Island è una piccola isola che si trova nella parte meridionale della baia di Moreton e a est di Brisbane, lungo la costa meridionale del Queensland, in Australia. Appartiene alla Local government area della Città di Redland. Coochiemudlo Island era anche il nome del centro abitato che si trova sull'isola prima di essere cambiato in Coochie il 26 maggio del 2015. Al censimento del 2016, risultavano 753 residenti sull'isola.
Coochiemudlo Island dista solo un chilometro da Victoria Point (una zona residenziale della Città di Redland); è situata a ovest di North Stradbroke Island, a sud di Peel Island, e a nord di Macleay Island (una delle Southern Moreton Bay Islands).

## Storia
Il nome Coochiemudlo è una versione anglicizzata delle parole Yuggera kutchi (che significa rosso) e mudlo (che significa pietra).
L'esploratore Matthew Flinders sbarcò sull'isola il 19 luglio 1799. Si celebra ogni anno il Flinders Day per commemorare il suo sbarco.
Il nome europeo dell'isola è stato Innis Island dal 1825 al 1850.